# 高雄港新光輪群聚感染事件
臺灣高雄港新光輪嚴重特殊傳染性肺炎群聚感染事件，簡稱輪船群聚感染事件、輪船群聚感染案或高雄港群聚案，是指2022年1月20日開始，在中華民國高雄市臺灣高雄港發生的嚴重特殊傳染性肺炎群聚感染事件。1月20日，嚴重特殊傳染性肺炎中央流行疫情指揮中心公布高雄港1名維修人員確診。截至1月28日，高雄港新光輪群聚感染事件累計共77人確診，分別為維修人員、港區工作者、港區周邊生活日用品雜貨攤商及上述身分之同住家人等，以及擴大匡列採檢之確診個案，年齡遍布未滿5歲至70歲以上。

## 事件經過

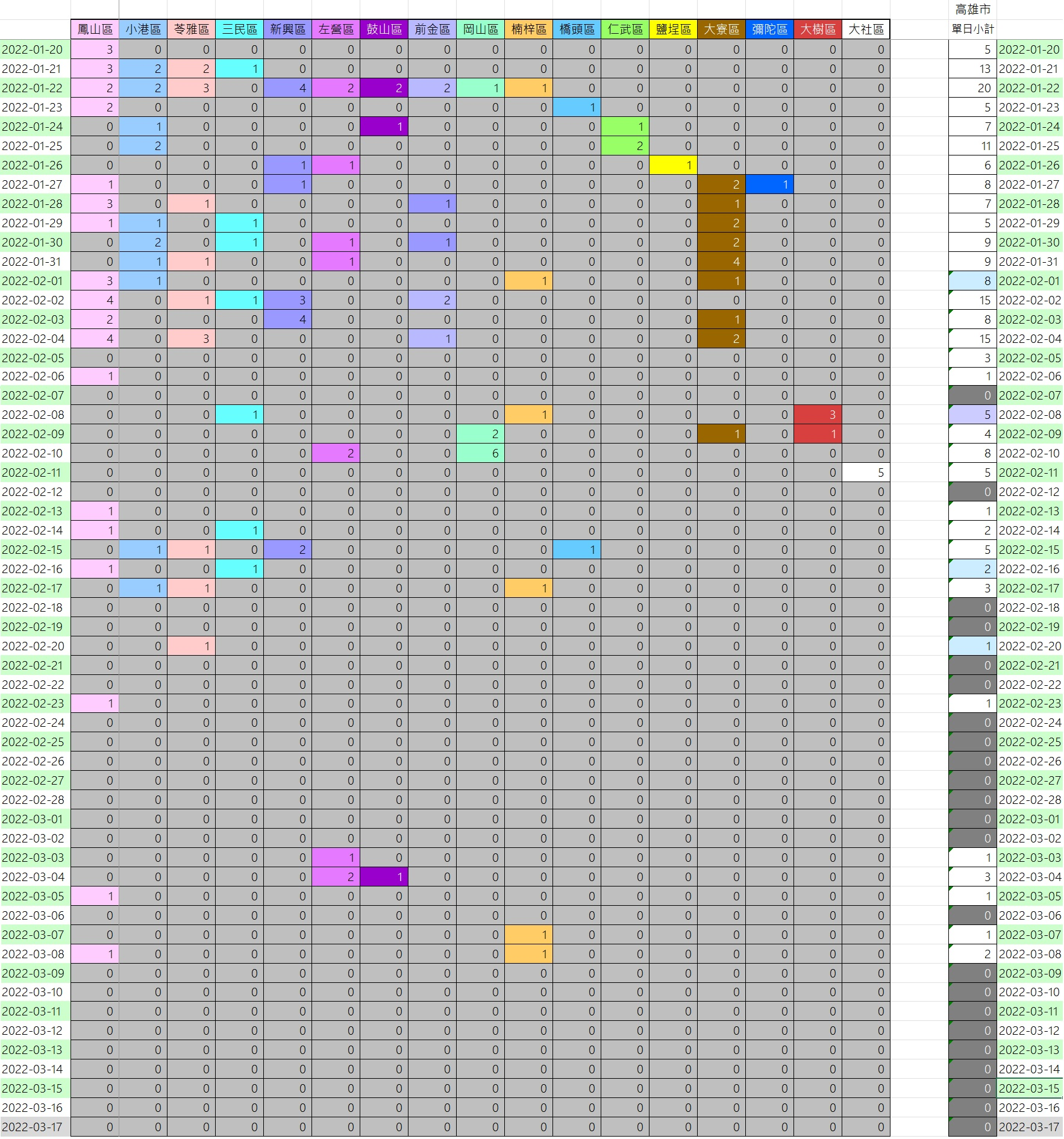
高雄市各地區歷日新增及累計數 2022年1月20日起至3月16日止

1月20日，臺灣單日新增（13）14例本土確診病例，分別為桃園市7例、高雄市5例、臺北市2例。其中1例為高雄港引擎維修員（案18156），15日陸續出現頭痛、咳嗽症狀。經採檢結果（CT值11.5，病毒基因定序初判為Omicron病毒鏈）。被查出之起因為其子因病就醫，具確診症狀採檢結果陽性，反查親密接觸者（父母採檢皆為陽性），並查出其父具北部接觸史（疫情中心持續疫調中）。也間接引發另一支疫情蔓延潮。
至3月8日止，高雄市已有確診案例200例。
高雄市各區本土累計總確診數分佈圖

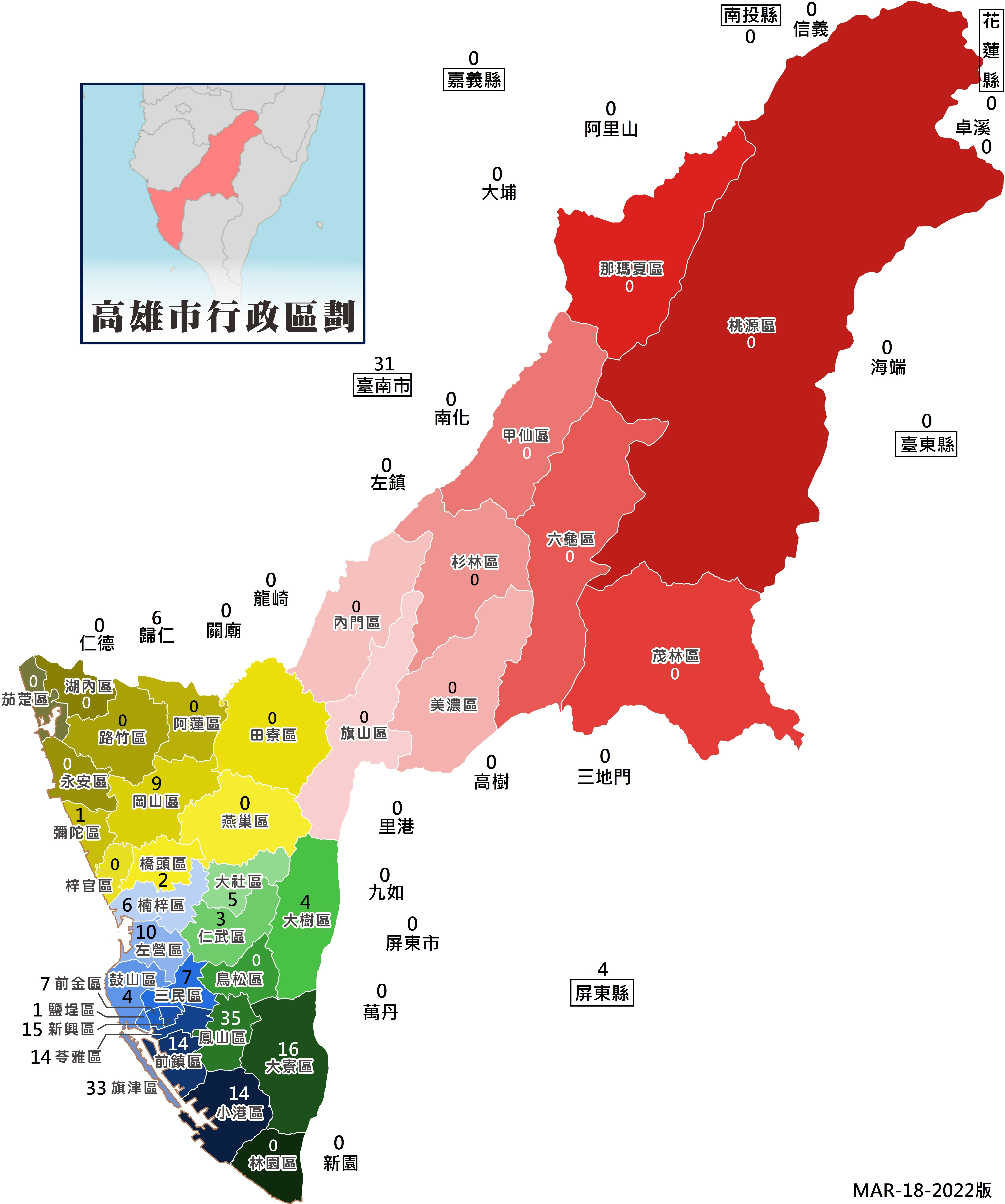
高雄市各地區確診總累計數統計 (2022年1月20日起至3月16日止)

資料截算自2022年1月1日至3月（17日）16日止，總計：200例。
| 地點（區）       | 鳳山 | 旗津 | 大寮 | 新興 | 前鎮 | 小港 | 苓雅 | 左營 | 岡山 | 三民 | 前金 | 楠梓 | 大社 | 鼓山 | 大樹 | 仁武 | 橋頭 | 鹽埕 | 彌陀 |
| 各縣市總計（人） | 35   | 33   | 16   | 15   | 14   | 14   | 14   | 10   | 9    | 7    | 7    | 6    | 5    | 4    | 4    | 3    | 2    | 1    | 1    |

備註：以上數據為衛福部疾管署之傳染病新聞稿及（2022年本土確診病例地理分佈）與國家高速網路與計算中心系統統計資料彙整而成（因系統撈取統計時間點不同，加上個案管理會轉移到其他縣市，數字還會滾動式調整）。
臺灣本土確診每日病例數增減趨勢分析（自2022年1月1日至3月16日止）：
備註：以上數據為國家高速網路與計算中心系統自行統計，因國家高速網路與計算中心系統撈取統計時間點不同，加上個案管理會轉移到其他縣市，數字還會滾動式調整。

## 疫情趨緩之後續處置

### 航海運交通
2月25日疾管署表示，鑒於高雄市政府極力建議相關進港船舶船員，應即時進行COVID-19快篩處置，經指揮中心評估後，同意先於高雄港試辦。於航港建立相關監督管理機制，要求國際船舶進港前均應詳實申報。船舶靠泊期間，過境不入境之船員不得任意下船活動。船員倘若具健康異常症狀，均須評估處置後，併行嚴格要求船上確診陽性之船員不得與登船人員接觸。

## 外部連結
1. ↑  徐白櫻、陳弘逸、王昭月. . 聯合報.   [2022-01-21]. （原始内容存档于2022-07-10）.
2. ↑  . 衛生福利部疾病管制署.   [2022-01-20]. （原始内容存档于2022-07-09）.（時間段為16:30至17:14）
3. ↑  高雄港將試辦進港船舶提供船員COVID-19 PCR或快篩報告，請必要登船人員務必提高防疫意識並落實健康監測 （页面存档备份，存于）衛生福利部疾病管制署 2022-02-25